# Ropka (stacja kolejowa)
Ropka – stacja kolejowa w miejscowości Külitse, w prowincji Tartu, w Estonii. Położona jest na linii Tartu - Valga.